# Tecnorrealismo

Tecnorrealismo es el término utilizado para referirse al pensamiento crítico que se tiene sobre el rol que toman las tecnologías en la evolución humana y la vida cotidiana. Este movimiento busca entender y analizar la tecnología desde una perspectiva más congruente y aterrizada a los valores humanos básicos. El tecnorrealismo no es una nueva disciplina intelectual, sino que es visto como un lente por el cual se enfoca la investigación hacia el punto de intersección entre tecnología y humanidad.

## Historia
Los impulsores de esta idea son un grupo extenso de escritores, periodistas e investigadores. Entre los más nombrados encontramos a David Shenk (Data Smog), Andrew Shapiro (The Nation), Paulina Borsook (Cyberselfish), los colaboradores de Wired Steve Silberman y Brooke Shelby Biggs (San Francisco Bay Guardian).
La visión general y la Declaración de Principios,presentado el 12 de marzo de 1998, fue una colaboración de doce escritores de tecnología - David Bennahum, Brooke Shelby Biggs, Paulina Borsook, Marisa Bowe, Simson Garfinkel, Steven Johnson, Douglas Rushkoff, Andrew Shapiro, David Shenk, Steve Silberman, Mark Stahlman y Stefanie Syman - basadas en un documento conceptual de Shapiro, Shenk y Johnson. De los doce colaboradores originales, se unieron más tarde Howard Rheingold, Gary Chapman, Jon y Mitch Kapor Lebkowsky.
El 12 de marzo se realizó el debut que incluyó una invitación abierta a cualquier persona interesada en aprobar la declaración del tecnorrealismo. La gente tenía la posibilidad de participar en una serie de discusiones sobre el enfoque del tecnorrealismo y cómo este puede contribuir a la comprensión de la tecnología.
Para los tecnorrealistas, los visionarios ocupan un lugar importante en la discusión de la tecnología, pero sus sueños pueden ser peligrosos si se interpretan como referencia para el futuro. Las aspiraciones de lo que la tecnología podría ser deben ser contrarrestados por consideraciones más realistas de lo que realmente son.

## Los ocho principios del tecnoreralismo
- Para los tecnorrealistas las tecnologías no son neutrales, sino que pueden estar, consciente o inconscientemente, creadas con características que generen ciertos tipos de conductas políticas, sociales y económicas. Las tecnologías nos permiten tener distintos puntos de vista y modos de actuar siendo capaces de reflejar nuestros valores y personalidad al interactuar con otras personas.
- La Internet es una herramienta que nos muestra todo un mundo de bondades, tales como conocimiento, facilidades y oportunidades, pero también nos abre paso a la inmoralidad, falsedad y maldad.
- Si bien el Gobierno debe respetar las leyes que rigen en la red, sin aplicar censuras y regulaciones excesivas a los usuarios, este tiene la libertad y responsabilidad de integrar al ciberespacio en la sociedad.[2]
- No se debe confundir el amplio tráfico de información y la complejidad con la que esta se adquiere, con un conocimiento fidedigno y eficiente. Es necesario mantener inalterados nuestro nivel de conocimiento, razonamiento y juicio independientemente de los avances que alcance la tecnología.
- No es posible reemplazar el método de enseñanza convencional, por computadoras, internet o educación a distancia. Las tecnologías son complementos que pueden lograr mejoras en la educación, pero sería un error utilizarlas como sustitutas de esta.
- La información que circula en Internet debe ser protegida con la misma eficacia de los medios de comunicación tradicionales, con el fin de que los autores mantengan un control sobre sus aportes y que las personas hagan un uso justo de la información.
- Las ondas transmisoras de información son de dominio público y como tal los usuarios deberían beneficiarse destinando una parte de estas frecuencias de emisión pública a educación, cultura y acceso público.
- La información se ha convertido en una fuerza muy poderosa en la sociedad y la afecta directamente, por lo debiese ser comprendida por todo ciudadano como principio básico. La ciudadanía debe hacerse partícipe de la creación de herramientas que nos permiten comprender y manejar la información.

## Difusión
Primeramente, el documento fue dirigido al público general. Para llegar al público, enviaron anuncios sobre el lanzamiento del tecnorrealismo a periodistas de los principales medios de comunicación, periodistas tecnológicos y grupos de discusión. 
También llevaron a cabo un foro público gratuito patrocinado por el Centro Berkman para Internet y Sociedad en la Facultad de Derecho de Harvard.
La respuesta del público al tecnorrealismo ha sido muy positiva y alentadora, según los impulsores de esta idea, el sitio web fue visitado decenas de miles de veces dentro de las primeras semanas, y más de un millar de personas ha añadido sus nombres a la lista de los firmantes.  Partidarios llegaron de todas partes del mundo y una amplia variedad de periodistas, educadores, activistas, artistas, inversores, empleados, ministros, políticos y técnicos.

## Críticas
Se tiene la idea de que tecnorrealismo es una especie de tecnocentrismo, esto es aclarado por los mismos impulsores diciendo que tecnorrealismo es un enfoque centralista cuando se trata de tener en cuenta cómo las personas responden a la tecnología (entre utopismo tecnológico y el tecnoludismo), y la forma de gestionar la relación de la tecnología entre el mercado y el Estado (entre libertarios e intervencionistas). Pero cuando se trata de si la tecnología anima ciertas condiciones sociales, y si la tecnología es de una gran importancia social, el tecnorrealismo está lejos de ser una posición centralista. 
Los tecnorrealistas creen que todas las herramientas tecnológicas tienen alguna relación con ciertos potenciales políticos y están en desacuerdo con los que piensan que la tecnología es neutral, que solo depende de como es utilizada. Ellos afirman que debemos prestar atención tanto al diseño y desarrollo como al uso, y que por lo tanto las decisiones de tecnología deben ser analizadas de manera crítica y escéptica en el debate público, y, en algunos casos, ni siquiera deberían estar sujetas a un control democrático.

## Lecturas relacionadas
- Mark Slouka, War of the Worlds: "Cyberspace and the High-Tech Assault on Reality", Basic Books, Aug. 1, 1996
- Steven Johnson, Interface Culture: "How New Technology Transforms The Way We Create And Communicate", HarperEdge, 1997
- Paulina Borsook, "Cyberselfish,",Mother Jones, July/August 1996
- Andrew L. Shapiro , "Privacy for Sale: Peddling Data on the Internet," The Nation, June 23, 1997
- Norbert Wiener, The Human Use of Human Beings: Cybernetics and Society, Houghton Mifflin, 1950